# M52 (САУ)
M52 (англ. M52 self propelled howitzer) — американська 105-мм самохідна гаубиця, створена на базі легкого танку M41 Walker Bulldog, що перебувала на озброєнні артилерії армії США.

## Зміст
З 1945 року на озброєнні американської армії перебувала самохідна гаубиця M37 (англ. M37 Howitzer Motor Carriage). Ця артилерійська система, побудована на шасі легкого танка M24 Chaffee, озброювалася 105-мм гарматою M4 і призначалася для вогневої підтримки військ зі стрільбою прямим наведенням або із закритих позицій. Самохідка M37 не встигла на Другу світову війну, але знайшла застосування під час війни у Кореї. Але, шасі легкого танка M24 швидко стало застарілим, а специфічне компонування, запозичене в одному з попередніх проєктів, накладало певні обмеження на характеристики.
Тому, в 1948 Детройтський арсенал отримав наказ почати розробку на основі шасі нового легкого танка M41 Walker Bulldog перспективної самохідної артилерійської установки з 105-мм гарматою. З урахуванням досвіду експлуатації самохідної артилерії попередніх моделей замовник зажадав виконати башту повністю закритою та здатною захистити екіпаж від обстрілу з усіх ракурсів.
Новий проєкт отримав робоче позначення T98. Клас техніки спочатку визначався як Howitzer Motor Carriage чи HMC. Пізніше, після проведення випробувань та доведення, перспективна САУ була прийнята на озброєння під назвою M52.

## Країни-оператори
- Австрія
- Іспанія
- Йорданія: 4 M52T, за станом на 2010 рік
- Німеччина
- США
- Туніс
- Туреччина: 365 M52T, за станом на 2019 рік
- Японія